# The Golden Child (YK Osiris)
The Golden Child è il primo album in studio del rapper statunitense YK Osiris, pubblicato l'11 ottobre 2019 dalla Def Jam Recordings.

## Descrizione
L'album vede la collaborazione degli artisti Jah Vinci, Kehlani, Russ, Tory Lanez e Ty Dolla Sign e la produzione di produttori discografici come London on da Track e Travis Mills.

## Tracce
1. Worth It (feat. Tory Lanez e Ty Dolla $ign) (Remix) – 3:47 (Osiris Williams, Tyrone Griffin, Daystar Peterson, Kim Candilora Jr, Melvin Goggins Jr, Orlando Woods Jr, Caleb Hedberg, Travis Mills)
2. Shakira – 3:08 (O. Williams, D. Jordan, J. Prince, J. Giannos, S. Tolson)
3. Fake No Mo – 2:37 (O. Williams, J. Holt-May, K. Cain, M. Rashad)
4. Sexual – 3:17 (O. Williams, D. Breland, T. Taylor)
5. Ride (feat. Kehlani) – 3:26 (O. Williams, A. Boggs, D. Flores, J. Vaughn, J. Muhammad, Kehlani Parrish, Q. Cook, R. Walker)
6. Mind Games – 3:21 (O. Williams, A. Edwards, J. Holt-May, J. Epperson, L. Edwards, Russel Vitale)
7. Change – 2:36 (O. Williams, G. Harvey)
8. Make Lovelude – 0:28 (O. Williams, D. Breland, T. Taylor)
9. Make Love – 3:12 (O. Williams, D. Breland, T. Taylor, K. Austin)
10. Exotic – 3:35 (O. Williams, Q. Cook, R. Walker, T. Campbell)
11. Closer – 2:48 (O. Williams, A. Rhoden, D. Breland, S. Kempner, T. Taylor)
12. Ballin – 2:27 (O. Williams, A. Korkutata, A. Robinson, London Holmes)
13. Everything You Do – 1:21 (O. Williams, D. Breland, Jeffery Robinson, T. Taylor)
14. Valentine – 3:27 (O. Williams, A. Salgado, C. Hedberg)
15. Worth It – 3:09 (O. Williams, C. Hedberg, D. Snodgrass Jr, K. Candilora Jr, M. Goggins Jr, O. Woods Jr, S. Momberger, T. Mills)

## Successo commerciale
Il singolo principale prodotto da Kiwi, Valentine, è stato certificato disco d'oro dalla Recording Industry Association of America il 25 aprile 2019. Il secondo singolo, Worth It, è stato certificato dico di platino il 30 ottobre 2019 e un anno dopo triplo platino ed è divenuta la prima canzone di Osiris a entrare nella classifica Billboard Hot 100.

## Classifiche
| Classifica (2019) | Posizione massima |
| ----------------- | ----------------- |
| Stati Uniti       | 90                |